# Papiro 57
El Papiro 57 (en la numeración Gregory-Aland) designado como {\displaystyle {\mathfrak {P}}}57, es una copia antigua de una parte del Nuevo Testamento en griego. Es un manuscrito en papiro del libro Hechos de los Apóstoles y contiene la parte de Hechos 4:36-5:2.8-10. Ha sido asignado paleográficamente a los siglos IV y V.
El texto griego de este códice es un representante del Tipo textual alejandrino, también conocido neutral o egipcio. Kurt Aland la designó a la Categoría II de los manuscritos del Nuevo Testamento.
Este documento se encuentra en la Biblioteca Nacional de Austria (en alemán, Österreichische Nationalbibliothek o "ÖNB") (Pap. Vindob. G. 26020) en Viena.